# Gonomyia (Gonomyia) multispicata
Gonomyia (Gonomyia) multispicata is een tweevleugelige uit de familie steltmuggen (Limoniidae). De soort komt voor in het Neotropisch gebied.